# Tuareg
I Tuareg (AFI: /tuˈareɡ/) o Tuaregh, in italiano anche tuari sono un gruppo etnico, tradizionalmente nomade, stanziato lungo il deserto del Sahara (principalmente nel Mali, Niger e Algeria, ma anche in Libia, Burkina Faso,  e perfino nel Ciad dove sono chiamati Kinnin).
La lingua tuareg (chiamata tamahaq, tamajeq o tamasheq, a seconda dei parlanti) e le sue varietà sono dialetti del berbero.

## Etimologia
Il nome "Twāreg" è di origine araba: è un plurale arabo dalla parola Tārgī, "abitante della Targa" (Tārga in berbero significa "canale" e come toponimo indica il Fezzan). I Tuareg non si designano con questo nome, ma semplicemente come Kel tamahaq, cioè "coloro che parlano la tamahaq". Il termine arabo è di origine dialettale magrebina, poiché l'arabo classico non conosce il suono g. Per questo, in ambito arabofono spesso questo nome viene "classicizzato" in Tawāriq.
I Tuareg sono chiamati "il popolo blu" a causa del colore dei loro abiti tradizionali. Inoltre si crede che essi siano i discendenti dei Berberi originari del nord Africa. Alcune confederazioni di tribù Tuareg sono state islamizzate molto tardi, mentre altre hanno rappresentato uno dei componenti etnici storicamente influenti nell'espansione dell'Islam e delle credenze ad esso relative in nord Africa e in Spagna. Nonostante questo aspetto, alcune confederazioni tribali come gli Iuellemeden kel Dennegh o Dinnik e molte tribù nobili tra i Kel Air, gli Iuellemeden, i Kel Rhela, i Kel Fadey e tante altre, non hanno subito l'effetto dell'Islam sulle loro tradizioni e sulle credenze ancestrali. Anzi l'Islam ha rappresentato tra i Tuareg non un elemento unitario, bensì una componente concorrenziale su altre credenze religiose molto più antiche, all'interno di un quadro religioso molto complesso che lega l'ascetismo sia alle scuole del misticismo islamico, che alla cosmogonia antica, con influssi animisti, addirittura comprendenti una divinizzazione della natura. Per molti secoli l'Islam ha poco influito sul potere temporale della casta nobiliare e sulle tradizioni animiste e guerriere del codice tradizionale di molti tuareg.  Al contrario l'Islam è stato più volte il grimaldello di alcune tribù per giustificare l'aggressione e la sottomissione di altre o per lanciare il jihad contro le tribù non convertite.
È noto come i francesi utilizzarono le istituzioni islamiche del Sahel e la casta tuareg degli Ineslemen per combattere le rivolte dei capi nobili tuareg che non volevano sottomettersi al colonialismo francese. Questo aspetto fu un elemento non trascurabile, dell'indebolimento definitivo della casta degli Imohaghen/Imajighen a vantaggio di quella degli Ineslemen (religiosi di fede islamica) in alcune confederazioni (Iuellemeden kel Dennegh/Dinnik e Kel Attaram). Alcune tribù nobili di queste confederazioni furono decimate dal fuoco francese, altre furono così perseguitate che si sciolsero e preferirono emigrare ad est verso l'Air. Il contrasto interno tra tribù nobili e religiose aveva origine proprio dalla volontà dei primi di far valere sui secondi il millenario codice tradizionale Tuaregh rispetto al Corano nelle decisioni di tipo giudiziario. Oggi nella quasi totale maggioranza i Tuareg si definiscono islamici pur avendo mantenuto tradizioni proprie ed un forte senso di spiritualismo ascetico ed animista nel loro pensiero religioso. La società dei Tuareg è storicamente composta da clan e caste in ognuna delle confederazioni politiche.

## Religione
La religione che praticano è l'Islam, anche se vi è chi ha visto in diverse loro pratiche e leggende dei residui di un anteriore animismo. L'epoca precisa di adozione dell'Islam è controversa, ma comunque risale a diversi secoli fa. Le donne hanno una libertà maggiore rispetto ad altre culture islamiche, potendo avere liberi rapporti sessuali prima o eventualmente dopo il matrimonio. Quando si verifica un divorzio, dal momento che le tende sono di proprietà della donna, l'ex-marito si ritrova senza un tetto e deve cercare ospitalità presso parenti di sesso femminile (madre, sorelle).
Tradizionalmente i Tuareg hanno ereditato il bagaglio della mitologia berbera e tra i reperti archeologici nell'aria del Maghreb sono stati rinvenute delle ossa dipinte con l'ocra. A fini sepolcrali erano da essi erette delle tombe megalitiche. Essi adottarono l'Islam nel settimo secolo durante il califfato degli Omayyadi e da allora ebbero un ruolo centrale nell'espansione della religione islamica della scuola Maliki del Sunnismo. Non per questo la loro islamizzazione fu totale, conservando ancora elementi del loro passato pre-islamico sia per quanto riguarda le credenze che i riti.

## Storia

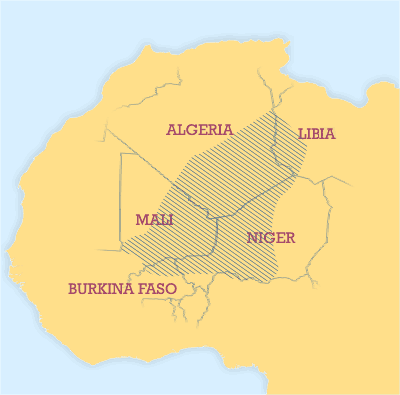
Aree dove vivono i Tuareg

Circa la storia più antica dei tuareg si sa poco di preciso. Forse sono collegati ai “Garamantes” delle fonti greche e romane. Ogni confederazione conserva tradizioni relative all'arrivo nelle sedi storiche. Spesso il progenitore ancestrale è una donna (per esempio Tin Hinan presso i tuareg del Nord tra quarto e quinto secolo), e quasi sempre si ricorda la presenza anteriore di altre popolazioni (gli Isebeten, dalla lingua un po' diversa e dai modi più primitivi).
Comunque sia, per secoli i Tuareg sono vissuti come dominatori del deserto, esercitando l'allevamento, il commercio transahariano e la razzia, il che portava a frequenti scontri tra tribù. Oggi allevano dromedari e vivono in villaggi provvisori formati da tende.
Sottomessi (almeno nominalmente) dai Francesi intorno agli inizi del Novecento, i Tuareg poterono mantenere a lungo i propri capi e le proprie tradizioni. Ma con la decolonizzazione videro il loro paese diviso fra molte nazioni moderne: Niger, Mali, Algeria, Libia e Burkina Faso, con la conseguente creazione di frontiere e di barriere che rendevano estremamente difficile, quando non impossibile, il modo di vita tradizionale basato sul nomadismo anche come conseguenza delle restrizioni nella circolazione. L'attrito con i governi al potere si fece sempre più forte e sfociò, negli anni novanta, in aperti scontri tra tuareg e i governi di Mali e Niger; l'intervento militare, che a volte ha massacrato la popolazione di interi villaggi (Tchin Tabaraden, Niger, maggio 1990), ha causato la morte di molte persone; parte della popolazione dei Tuareg infatti richiedeva autonomia per la propria madrepatria. I negoziati di pace portarono al decentramento del potere politico degli stati interessati e all'integrazione dei Tuareg in essi e nei rispettivi eserciti.
Soprattutto nel nord del Niger esistono ancora oggi gruppi di guerriglieri Tuareg che portano avanti la lotta armata per l'indipendenza e l'autodeterminazione politica e culturale del proprio popolo. Uno dei gruppi più famosi è il Movimento dei Nigerini per la Giustizia (Mouvement des Nigériens pour la justice, MNJ), che, oltre alla libertà della gente Tuareg, richiede la democratizzazione della politica del Niger, la fine della repressione sul popolo Tuareg e la sua entrata nella politica decisionale nigerina, la liberazione dei propri prigionieri politici, la fine dello sfruttamento intensivo e colonialista del proprio popolo e delle proprie terre, una più equa ripartizione dei proventi che il governo di Niamey trae dalle miniere di uranio svendute alle multinazionali occidentali (come la francese Areva). Altro gruppo combattente è il Fronte delle Forze per il Risanamento (Front des forces de redressement, FFR). Il Fronte Patriottico del Niger (Front patriotique nigérien, NPF), altra formazione ribelle, ha già deposto le armi. Nuovi episodi di violenza si sono manifestati tra 2004 e 2007.

## Società
La società tuareg tradizionale è molto gerarchizzata. Al suo interno si distinguono diverse classi, vere e proprie "caste". In particolare, le tre classi principali sono:
- Imajaghan (al nord: Ihaggaren): gli appartenenti alle tribù nobili
- Imghad (o kel ulli "quelli delle capre"): i "tributari", gli appartenenti a tribù vassalle,
- Iklan (singolare akli): gli schiavi domestici d'origine sub-sahariana (denominati anche Bella in lingua songhay e Buzu in lingua hausa).

I nobili, che costituiscono la casta più privilegiata, possiedono il monopolio delle armi e dei dromedari e sono riconosciuti come i tradizionali guerrieri; essi hanno ottenuto tale posizione attraverso la soggezione delle altre caste e la difesa delle proprietà, oltre ai tributi dei vassalli. Un aspetto tradizionale di questi nobili era la rigorosa endogamia praticata all'interno della medesima casta.
Sotto i nobili ci sono i vassalli, liberi e praticanti la pastorizia (non possono però possedere i dromedari) sia con il proprio bestiame sia con quello dei nobili ai quali originariamente pagavano un tributo annuale come obbligazione; questo monopolio nobiliare già nel medioevo ha conosciuto un indebolimento e la rottura quasi totale è avvenuta con la decolonizzazione, che ha portato ad una maggiore indipendenza dei vassalli da una parte e alla pratica di lavori intellettuali e bellici per i nobili ai quali son venuti meno una serie di diritti.
I Tuareg hanno anche ottenuto schiavi come tributi di guerra, soprattutto in Africa orientale, o ne hanno acquistati sul mercato: gli Iklan (Bellas in lingua songhaï, Bakin bouzou lingua haoussa). Anche tra gli schiavi esistono strati sociali regolati da leggi inerenti al patrimonio, ai matrimoni e al territorio; successivamente gli stessi schiavi hanno costituito una casta e hanno assimilato lingua e costumi dei nobili. 
I colonizzatori francesi hanno eliminato la tradizionale forma di schiavismo mentre hanno conservato la figura dello schiavo domestico per quelli che erano stati acquisiti prima della nuova legislazione. Ancora oggi, però, l'istituto della schiavitù continua ad esistere in alcuni dei territori sotto il controllo dei Tuareg.
Un ruolo a parte spetta poi a:
- Ineslemen (= "i musulmani"): le tribù marabuttiche, cui viene di norma affidata la gestione del sacro e del diritto musulmano.
- inăḍăn: i fabbri, o artigiani, che costituiscono un gruppo sociale a sé con forte endogamia.
- Ighawellan (singolare Eghawel) e Iderfan (singolare aderef; al nord conosciuti anche col nome arabo di Harratin): antichi schiavi affrancati, al gradino inferiore degli uomini liberi ma in posizione superiore rispetto agli Iklan.

Con l'avvento della modernità, molte divisioni tradizionali sono oggi meno acute, se non del tutto scomparse, e in particolare gli "schiavi" non sono più tali, anche se spesso costituiscono, di fatto un personale a poco prezzo, al servizio dei loro antichi padroni.
Le entità collettive di appartenenza dei tuareg sono, dalla più piccola alla più grande: la famiglia, il clan, la tribù (tawshit, plurale tiwsatin) e la confederazione (ettebel).
Le principali confederazioni sono:
- Kel Ahaggar (Algeria)
- Kel Ajjer (Algeria/Libia)
- Kel Adagh (Nord del Mali)
- Kel Ayr (Nord del Niger)
- Iwellemmeden dell'est (Kel Denneg, Niger)
- Iwellemmeden dell'ovest (Kel Ataram, Mali)
- Kel Gres (sud del Niger)
- Tuareg della curva del Niger (Mali)
- Tuareg dell'Udalan (Burkina Faso)

Di norma le confederazioni hanno a capo un amenukal, mentre le tribù sono rette da un amghar. La successione è spesso, ma non sempre, matrilineare.
I Tuareg praticano la monogamia, anche se secondo l'Islam qualunque individuo potrebbe avere più mogli. Il futuro marito porterà una dote composta da dromedari alla famiglia della sposa. La tenda e il suo arredamento sono forniti alla coppia dalla famiglia della sposa; in caso di divorzio la proprietà resterà alla moglie, mentre il marito si ritroverà senza tetto. Di norma, la coppia di sposi deve appartenere alla stessa casta. Le donne non portano il velo per mostrare la loro femminilità, a differenza degli uomini. Sia uomini che donne possono avere relazioni prima del matrimonio.

## Usi e tradizioni

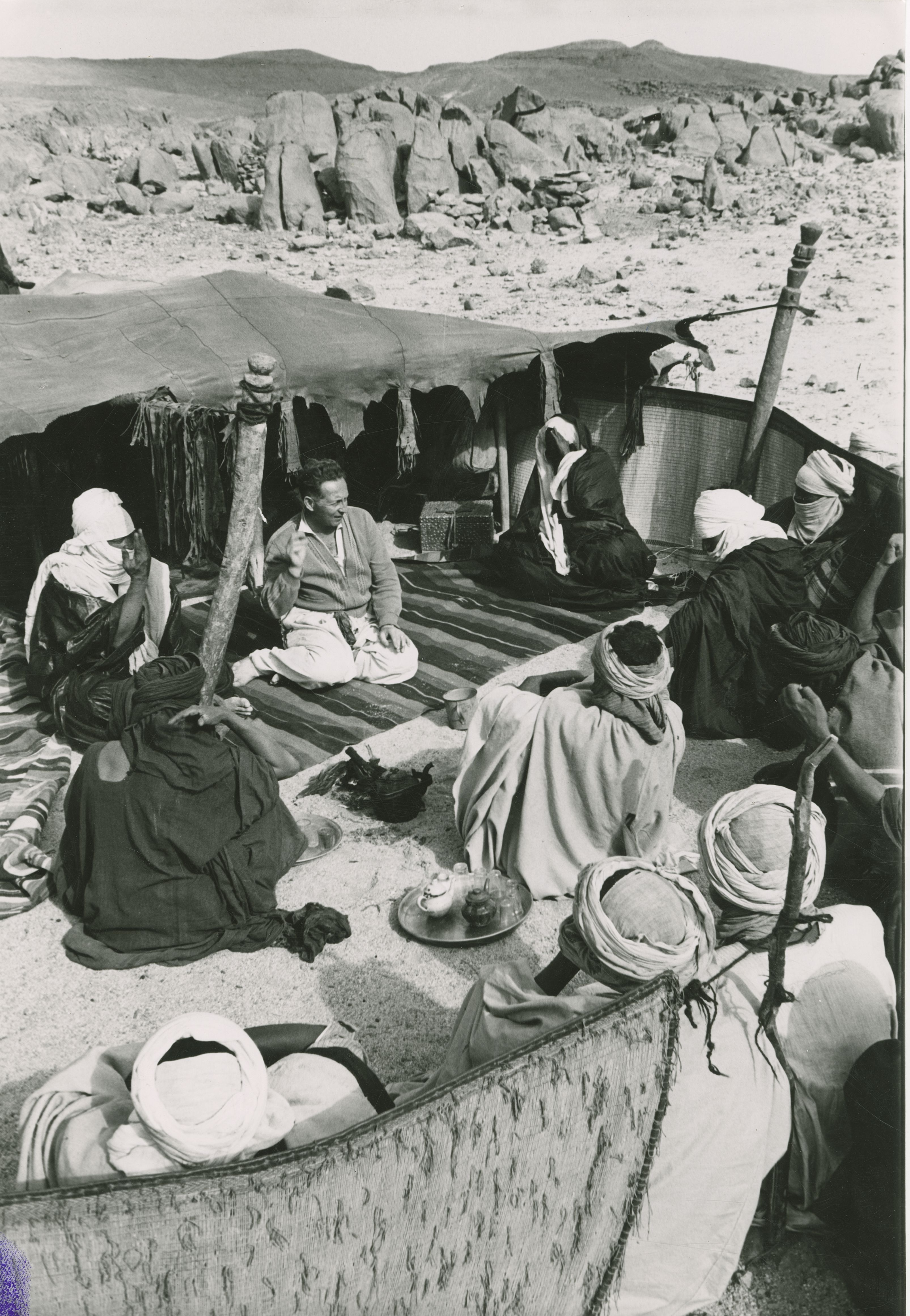
Algeria. Un gruppo di tuareg nella loro tenda nella zona sahariana dell'Ahaggar nel 1955

Ai Tuareg spetta il merito di aver introdotto l'utilizzo dei dromedari, animali resistenti, ideali per lunghi trasferimenti e utili fornitori di latte. Essi sono anche soprannominati "Uomini Blu", con riferimento alla tradizione degli uomini di coprirsi il capo ed il volto con un velo blu (la tagelmust), del cui colore rimangono alcune tracce sulla pelle. Gli uomini possono mangiare e bere in pubblico senza togliersi la tagelmust (il velo). Il velo è d'obbligo solo per gli uomini, mentre per le donne è necessario un velo che copra solo la testa.
Usano in abbondanza i cosmetici, anche a scopo medico contro le malattie dell'apparato visivo. Tradizionalmente i bambini si rasavano la testa, mentre gli adulti, maschi e femmine, portavano i capelli lunghi e intrecciati, abitudine oggi quasi completamente scomparsa. Le donne curano l'estetica della pelle usando belletti e ocra rossa a scopo protettivo.
I Tuareg mantengono molti aspetti linguistici e culturali originari delle popolazioni berbere che popolano il Nordafrica dalla notte dei tempi. La lingua dei Tuareg, a differenza di quella dei Berberi del nord, ha un apporto trascurabile di prestiti dall'arabo. Inoltre i Tuareg hanno mantenuto fino ad oggi l'uso della scrittura tradizionale del Nordafrica, detta tifinagh, che discende da quella delle antiche iscrizioni libiche (I millennio a.C.).
La cultura tradizionale dei Tuareg ha conservato numerosi miti antichi, in cui non è difficile scorgere un fondo preislamico, anche se in molti casi si osserva un'integrazione tra elementi antichi ed elementi più recenti, di origine arabo-islamica. Per esempio i miti della progenitrice Tin Hinan, del dromedario Fakrou, dell'eroe fondatore Amerolqis, dell'astuto Aligurran, ecc.
I tuareg condividono con i loro ospiti una delle loro usanze religiose per augurare ai viaggiatori che li hanno incontrati buona fortuna: la cerimonia del tè, conosciuta anche come il "tè nel (o del) deserto". La cerimonia comincia con la preparazione della bevanda: per queste popolazioni, infatti, il tè è un modo per elevare lo spirito e meditare. I Tuareg ritengono che il fischio della teiera che ribolle serva a calmare gli animi e rinfrescare la mente, facendo sincronizzare il proprio battito cardiaco e quello della teiera. Il tè viene preparato tre volte, ogni volta seguendo una ricetta e una preparazione diverse: la prima variante, piena di tè amaro e forte, è conosciuta come il "tè della morte"; la seconda variante è composta da tè più dolce ma dal retrogusto amaro, ed è chiamata "tè della vita" ed infine la terza variante è preparata con tè molto dolce, dal gusto intenso e inebriante, il "tè dell'amore".
Con il tempo i Tuareg hanno adottato uno stile di vita più sedentario; ciò nonostante questo popolo è conosciuto anche per la particolarità delle loro abitazioni. Le loro tende vengono costruite durante la cerimonia nuziale e rappresentano metaforicamente l'estensione dell'unione tra i due individui; esse appartengono alla donna, ma sono poste presso il luogo di provenienza dell'uomo; dunque quella dei Tuareg è riconosciuta come società patrilocale e matrilineare.